# Aghamore
Aghamore (Iers:Achad Mór) is een plaats in het Ierse graafschap Leitrim. Het dorp ligt in het oosten van het graafschap, aan de N4, de hoofdroute van Sligo naar Dublin.